# Piper ubiqueasperum
Piper ubiqueasperum är en pepparväxtart som beskrevs av William Trelease. Piper ubiqueasperum ingår i släktet Piper och familjen pepparväxter. Inga underarter finns listade i Catalogue of Life.